# Тихон Луховски
Тихон Луховски (рођ. Тимотеј; прва половина 15. века, Велика кнежевина Литванија - 16 (29. јуна) 1503, Тихонов скит, Руска царевина) - православни монах, подвижник, немасник, оснивач Николо-Тихоновског манастира (Ивановска област) .
1570. године је канонизован за светитеља. Поштован је као чудотворац. Све до 19. века његово поштовање је било распрострањено на огромној територији у области Горње Волге - од Кажирова (савремена Костромска област) и околине Ветлуге (савремена област Нижњег Новгорода) до модерних села.

## Биографија
Тимотеј (световно име Тихон) рођен је у првој половини 15. века у породици благочестивих родитеља. „Тихон је био из Мале Русије, са литванских граница“, писао је Димитрије Ростовски („Књига Житија светих“). „Ни Литвин, ни Пољак, али је био из Мале Русије“ или из оних крајева који су у то време били под јурисдикцијом Велике Кнежевине Литваније. Будући да су имућни људи, родитељи су свом сину дали добро образовање, васпитали га у духу православног морала. У младости је живео у Вилни, где је ушао у војну службу.
Године 1483. Тимотеј је отишао у Москву заједно са тамо избеглим православним кнезом Фјодором Белским, праунуком кнеза Олгерда, учесника неуспешне завере против великог кнеза Литваније Казимира IV. Према речима Димитрија Ростовског, „не трпећи насиље од Латина, пресели се у царски град Москву и овде поче да води побожан живот“. Ту се Тимотеј „чудио црквеном деканату“ (Житије). Своје имање је поделио сиромасима и у обнову манастира.

## Језик и лутања
Потом је ступио у манастир на послушање, по свој прилици један од московских манастира, и као „човек зрелог доба и мудар у поучавању” убрзо је одликован монашким постригом, добивши име Тихон. „Али живот у свету и најтежа монашка послушања чинили су му се недовољним да спасу душу“, писао је истраживач његовог живота Пјотр Илински, „и Тихон је отишао у североисточне крајеве Московске кнежевине, у костромске земље. Према Илинском, разлог за уклањање Тихона из Москве у Костромску област могла би бити чињеница да је у то време кнез Белски био осрамоћен и затворен у Галичу.
Дуго је Тихон лутао по костромским земљама, и где год би се зауставио ради усамљености, људи су долазили к њему за поуке и благослов. Не желећи да прекрши завет самоће и ћутања, ишао је све даље. Тихон је био пустињак, бежао је од света, али га је свет обузео. Тада је понизно рекао: „Иди од мене, али немој да се искушавам, јер сам и сам велики грешник“. Свој утицај није ширио кроз упутства и поуке, већ кроз пример његовог подвижничког живота.
Према Ветлушким хроникама, „Тихон је прошао кроз Шангу са проповеди о послушности галичком бојару Михаилу Мстиславском и московском кнезу“, био је у Кажирову и Никола-Бистриху, у Пишугској и Заводској волости, где је касније одржавана годишња прослава. О Тихоновом боравку на појединим местима говоре бројна народна предања и приче, која су опстала најмање до средине 19. века. У једном од извештаја Илинског, детаљно је описана прослава Тихоновљевог дана у селу Микхаиловитси Ветлужског округа. Опис је направљен према речима локалног свештеника Копицинског. На овим местима постојала је легенда о Тихоновом боравку овде и о ослобађању локалног становништва од змија. До сада постоје извори изворске воде, према легенди, које је Тихон пронашао и очистио: у Заволжском округу у селима Измаилово и Новљански (Тихонов јаруга), у Вичугском - у близини Семигорја и Боршчовке. У књизи „Укинути манастири Костромске епархије“ описана је „Космодемјанска пустиња“ у близини Середа Упина, Нерехтског округа: „Овде је око 1852. године још увек била веома оронула црква, народ је зове црква Св. Тихон Лукхског, који ју је, према легенди, уредио. Постоји и легенда да су на Тихонов дан свештеници села Иванцево сваке године служили литургију овде. Према књизи „Цркве Костромске епархије“ (Санкт Петербург, 1909).

## Пребивалиште код Луха
Око 1493. године, уз дозволу локалног властелина, Тихон се настанио у граду Копитову, „који је три поља од Лукха”, где је поставио келију[5]. Ово место Житије описује као неподесно за пољопривреду: „А ако ти треба место, одлично је и никако непристојно, јер песак је неизмеран баш, а код пријатеља земље су реке непроходне и мочваре су велике, и то је непогодно за пољопривреду“. Тихон је избегавао контакте са локалним становништвом и проводио време у молитвеним бдењима и трудовима. Обрађивао је малу парцелу оскудне земље и резбарио разне дрвене производе („токарене шине“), укључујући и посуђе. Своја дела поставио је поред пута, а овде су му уместо њих сељаци купили хлеб. Тихон није дирао поклоне. Насупрот садашњег манастира, на другој страни реке Луке, на месту прве Тихонове келије, налазио се „бунар који је ископао монах“.
Упркос Тихоновој жељи за самоћом, два монаха, Фотије и Герасим, дођоше к њему у пустињу, и ради њих подвижник се пресели три миље од Копитова, на погодније место. Тихонови ученици су били и Тадеј и Филарет. Именовани ученици су прослављени као светитељи. Њихова имена сачувана су у древним синодикима Тихонове Испоснице и на древној икони Светог Тихона . Подвижници су својим трудом зарађивали за живот. Неколико монаха се постепено окупљало око Тихона и формирао се скит. Све време свог живота у близини Луха, Тихон је патио од тешке болести: „А у великој болести, ово је од гризања свирепости, али ни данима ни ноћу никада неће престати од моли и клечи. Страшно је гледати ову несрећу, још је покваренија, али недра и са извором воде само су набујали, као од једног малог корака у таквим болестима које случајно умиру“ (Живот).
До 1498. године, принц Фјодор Белски је ослобођен и постао је власник локалних земаља (Луџ, Вицхуга, Кинесхма са суседним селима). Духовни тестамент московског великог кнеза Ивана III каже да је ове земље велики кнез дао Белском као мираз његовој нећакињи Ани Васиљевној, ћерки његове сестре, принцезе Ане Рјазанске (такође Ане Васиљевне). Вероватно је некадашње пријатељство ратника Тимотеја и принца Белског, као и слава у народу о Тихоновим подвизима, одиграли одлучујућу улогу у томе што је кнез дао браћи мали плац код Копитова на ушћу реке реке Лукха и Возопољ. Овде је Тихон „уредио скит, сабрао много ученика и почео да се подвизава у посту и уздржању“, писао је Димитрије Ростовски. Тако је почео будући Николо-Тихонов манастир. Његова прва грађевина на овој земљи била је мала црква брвнара у име Николаја Чудотворца[1]
Тихон је одбио да буде игуман, желећи да остане прост монах сутан до смрти[1]. Према речима Димитрија Ростовског, он није прихватио свештенство. Тихон је такође одбио да пружи духовно руководство монасима и мирјанима: „Он, бежећи од њих, није разговарао са њима осим једне једине речи, јеж“ „Иди од мене, али немој да се искушавам, јер сам грешни муж“ ( Житије), док се исхрана духовне деце сматрала најважнијом прекретницом у биографији светитеља. Међутим, он је и даље остао духовни ментор браће. „Сиромаштво и труд су директан пут ка спасењу“, рекао је Тихон, и овај завет је постао главна ствар за манастир дуги низ година. Имање код манастира се јавља тек 70-их година 16. века.
Према речима Димитрија Ростовског, „сазнавши унапред о свом одласку Богу и поучивши своје ученике у свему што им може послужити на духовну корист, монах се упокојио у вечним манастирима“. Тихон је умро 16 (29) јуна 1503. године, на дан анђела свог. „Били су најсиромашнији“, писао је преписивач руком писаног Житија житеља манастира. Њихово сиромаштво је достигло толику меру да покојни Тихон није имао шта да сахрани. Али се неочекивано појави изасланик суздалског епископа Нифонта и донесе монашку одежду за покојника[1] и ковчег је окован гвозденим ексерима.